# Пам'ятки культурної спадщини Борщівської громади
У статті наведений перелік об'єктів культурної спадщини Борщівської громади Чортківського району Тернопільської области України.

## Пам'ятки археології
| №  | Назва                                                  | Дата | Адреса | Охоронний номер | Документ про взяття на облік |
| -- | ------------------------------------------------------ | --- | --- | --------------- | --- |
| 1  | Стоянка Бабинці І                                      | середній палеоліт (150-40 тис. років тому); мезоліт (кінець ІХ-VI тис. до н. е.)                                                        | с. Бабинці, урочище “Глоди”, на краю високої річкової тераси правого берега р. Нічлава, біля дороги на Залищики                                                       | 1934            | Наказ управління культури обласної державної адміністрації від 18.10.2005 № 112                                                                                           |
| 2  | Городище Бабинці ІІ                                    | давньоруський час (ХІІ—ХІІІ ст.); пізнє середньовіччя                                                                                   | с. Бабинці, урочище Циганки, урочище Замок | 1932            | Рішення виконкому Тернопільської обласної ради від 14.07.1989 № 162 |
| 3  | Поселення Бабинці ІІІ                                  | давньоруський час (ХІІ – ХІІІ ст.) | с. Бабинці, на березі р. Циганка, поруч з городищем, на тому ж мисоподібному виступі                                                                                  | 1933            | Наказ управління культури обласної державної адміністрації від 18.10.2005 № 112                                                                                           |
| 4  | Стоянка Бабинці IV                                     | мезоліт (кінець ІХ-VI тис. до н. е.);культура типу Лука ІІ Кам'яниця                                                                    | с. Бабинці, урочище “Кругле Залісся”, поблизу замку, на рівні 15-20 м від урізу р. Нічлава, на левому березі на орному поли                                           | 1239            | Наказ управління культури обласної державної адміністрації від 27.01.2010 № 16                                                                                            |
| 5  | Поселення Борщів І                                     | трипільська культура (IV-кінець ІІІ тис. до н. е.)                                                                                      | м. Борщів, урочище “Лиса гора”, 1,5 км на південь від міста, на високому лівому березі р. Нічлава, біля гіпсового кар'єру                                             | 1949            | Наказ управління культури обласної державної адміністрації від 18.10.2005 № 112                                                                                           |
| 6  | Поселення Борщів ІІ                                    | трипільська культура (IV-кінець ІІІ тис. до н. е.)                                                                                      | м. Борщів, урочище “Кривда”, на південній околиці міста, на краю мисоподібного виступу берега струмка                                                                 | 1950            | Наказ управління культури обласної державної адміністрації від 18.10.2005 № 112                                                                                           |
| 7  | Поселення Борщів ІІІ                                   | трипільська культура (IV-кінець ІІІ тис. до н. е.)                                                                                      | м. Борщів, західні околиці міста, в полі недалеко від кладовища, через поселення йде дорога на с. Верхняківці                                                         | 1951            | Наказ управління культури обласної державної адміністрації від 18.10.2005 № 112                                                                                           |
| 8  | Поселення Борщів IV                                    | черняхівська культура (ІІІ- IV ст. н. е.)                                                                                               | м. Борщів, в центральній частині міста (вул. Ринкова), трохи північніше ринку                                                                                         | 1318            | Наказ управління культури обласної державної адміністрації від 27.01.2010 № 16                                                                                            |
| 9  | Поселення Верхняківці І                                | трипільська культура (IV-кінець ІІІ тис. до н.е.)                                                                                       | с. Верхняківці, біля цвинтаря | 1953            | Рішення виконкому Тернопільської обласної ради від 14.07.1989 № 162 |
| 10 | Могильник ґрунтовий підплитовий Верхняківці ІІ         | давньоруський час (ХІІ-ХІІІ ст.) | с. Верхняківці, урочище Під Млинами, в західної частині села на правому березі р. Нічлава в низині                                                                    | 72              | Рішення виконкому Тернопільської обласної ради від 22.03.1971 № 147 |
| 11 | Поселення Верхняківці ІІІ                              | трипільська культура (IV-кінець ІІІ тис. до н.е.)                                                                                       | с. Верхняківці, урочище “Щовби”, 500 м на південь від села, на краю неглибокої балки. Через поселення йде польова дорога до с. Висічка                                | 1954            | Наказ управління культури обласної державної адміністрації від 18.10.2005 № 112                                                                                           |
| 12 | Поселення Верхняківці IV                               | трипільська культура (IV-кінець ІІІ тис. до н.е.)                                                                                       | с. Верхняківці, урочище “Винниця”, лівий берег р. Нічлави, 1 км на південний схід від села, 1-а надзаплавна тераса                                                    | 1952            | Наказ управління культури обласної державної адміністрації від 18.10.2005 № 112                                                                                           |
| 13 | Поселення Верхняківці V                                | черняхівська культура (ІІІ- IV ст. н. е.)                                                                                               | с. Верхняківці, південно-східні околиці села | 1955            | Наказ управління культури обласної державної адміністрації від 18.10.2005 № 112                                                                                           |
| 14 | Поселення Верхняківці VI                               | давньоруський час (ХІІ – ХІІІ ст.) | с. Верхняківці, урочище “Коноплиська”, північні околииці села, правий берег р. Нічлава. Біля одинокого хреста                                                         | 1956            | Наказ управління культури обласної державної адміністрації від 18.10.2005 № 112                                                                                           |
| 15 | Поселення Верхняківці VII                              | культура Ноуа (XV-XIV ст. до н.е); давньоруський час ХІІ-ХІІІ ст.                                                                       | с. Верхняківці, 200 м від південно-східніх околиць села, на високому лівому березі р. Нічлава, недалеко від колгоспної ферми на трикутному підвищенні                 | 2039            | Наказ департаменту культури, релігій та національностей обласної державної адміністрації від 18.05.2015 № 61-од                                                           |
| 16 | Городище Висічка І                                     | давньоруський час (ХІІ – ХІІІ ст.) | с. Висічка, урочище “Замок”, біля південної околиці села в межиріччі р. Нічлави та її притоки струмка Драпака в урочищі Замок.                                        | 1958            | Наказ управління культури обласної державної адміністрації від 18.10.2005 № 112                                                                                           |
| 17 | Городище Вовківці І                                    | давньоруський час (ХІІ-ХІІІ ст.) | с. Вовківці, урочище Середній Горб, в лісі, оточене валамі і ровами з півночі                                                                                         | 1964            | Рішення виконкому Тернопільської обласної ради від 14.07.1989 № 162 |
| 18 | Поселення Вовківці ІІ                                  | давньоруський час (ХІІ – ХІІІ ст.) | с. Вовківці, 1,5 км на південь від села, на правому березі р. Циганки, в полі вище водонасосної станції                                                               | 1963            | Наказ управління культури обласної державної адміністрації від 18.10.2005 № 112                                                                                           |
| 19 | Могильник курганний Вовківці ІІІ                       | давньоруський час (ХІІ-ХІІІ ст.) | с. Вовківці, урочище Кінська Шия, на лівому березі р. Циганка, 200-300 м на південний схід від села                                                                   | 71              | Рішення виконкому Тернопільської обласної ради від 22.03.1971 № 147 |
| 20 | Поселення Вовківці IV                                  | ранній залізний вік (І тис. до н. е.); черняхівська культура (ІІІ- IV ст. н. е.)                                                        | с. Вовківці, урочище Глиниська, на південній околиці села, на правому березі р. Циганки в урочищі Глиниська на південному схилі поля                                  | 1962            | Наказ управління культури обласної державної адміністрації від 18.10.2005 № 112                                                                                           |
| 21 | Поселення Глибочок І                                   | давньоруський час (ХІІ – ХІІІ ст.) | с. Глибочок, урочище “Попові долини”, 500-700 м на північний захід від села, на мисоподібному підвищенні правого берега струмка, з правой сторони дороги на с. Товсте | 1970            | Наказ управління культури обласної державної адміністрації від 18.10.2005 № 112                                                                                           |
| 22 | Поселення Глибочок ІІ                                  | середній період трипільської культури, етап ВІ-ВІІ                                                                                      | с. Глибочок, урочище “Стінка”, на високому правому березі струмка "Драпака", навпроти водяного млина                                                                  | 1967            | Наказ управління культури обласної державної адміністрації від 18.10.2005 № 112                                                                                           |
| 23 | Поселення Глибочок ІІІ                                 | трипільська культура (IV-кінець ІІІ тис. до н.е.)                                                                                       | с. Глибочок, урочище Попові долини, в західній частині урочища, на південно-західному схилі невеликого підвищення на березі струмка                                   | 1966            | Рішення виконкому Тернопільської обласної ради від 14.07.1989 № 162 |
| 24 | Поселення Глибочок IV                                  | трипільська культура (IV-кінець ІІІ тис. до н.е.)                                                                                       | с. Глибочок, північно-східні околиці села, на лівому березі струмка Драпака.                                                                                          | 1968            | Наказ управління культури обласної державної адміністрації від 18.10.2005 № 112                                                                                           |
| 25 | Поселення Глибочок V                                   | черняхівська культура (ІІІ- IV ст. н. е.)                                                                                               | с. Глибочок, північно-західні околиці села, недалеко від свинокомплексу                                                                                               | 1969            | Наказ управління культури обласної державної адміністрації від 18.10.2005 № 112                                                                                           |
| 26 | Поселення Козаччина І                                  | пізній період трипільської культури (етап С І)                                                                                          | с. Козаччина, урочище “Восички”, 1,5 км на північ від села, на правому березі р. Нічлава неподалік залізниці Озеряни-Тересин                                          | 1999            | Наказ управління культури обласної державної адміністрації від 18.10.2005 № 112                                                                                           |
| 27 | Могильник Козаччина ІІ                                 | давньоруський час (ХІІ – ХІІІ ст.) | с. Козаччина, східна частина села на вершині гори із західної сторони старого кладовища                                                                               | 2087            | Наказ управління культури обласної державної адміністрації від 18.10.2005 № 112                                                                                           |
| 28 | Могильник Королівка І                                  | давньоруський час (ХІІ – ХІІІ ст.) | с. Королівка, в печері “Вітрова”, 1.5 км на південний схід від села, 100 м від входу в печеру Оптимістична, вниз по крутому яру                                       | 2000            | Наказ управління культури обласної державної адміністрації від 18.10.2005 № 112                                                                                           |
| 29 | Поселення та городище Кривче І                         | трипільська культура (IV-кінець ІІІ тис. до н.е.); культура фракійського гальштату (ХІ-VII ст. до н. е.); Київської Русі (ХІІ-ХІІІ ст.) | с. Кривче, урочище Вал, на південно-східному схилі, на другій надзаплавній терасі правого берега р. Циганка, городище на великому мисі плато                          | 2001            | Рішення виконкому Тернопільської обласної ради від 14.07.1989 № 162 |
| 30 | Поселення Кривче ІІ                                    | черняхівська культура (ІІІ- IV ст. н. е.)                                                                                               | с. Кривче, урочище Оплакане, 2 км на північний схід від села, І-ІІІ надзаплавні тераси західного берегу ставу                                                         | 2002            | Рішення виконкому Тернопільської обласної ради від 14.07.1989 № 162 |
| 31 | Поселення Кривче ІІІ                                   | голіградська культура (ХІ-VII ст. до н. е.)                                                                                             | с. Кривче, на території колишнього с. Нижнє Кривче, на березі р. Циганка                                                                                              | 2003            | Наказ управління культури обласної державної адміністрації від 18.10.2005 № 112                                                                                           |
| 32 | Поселення Кривче IV                                    | черняхівська культура (ІІІ- IV ст. н. е.) – празька культура (V-VII ст. н. е.); - давньоруський час (ХІІ – ХІІІ ст.)                    | с. Кривче, на підвищенні першої тераси лівого беоега р. Циганка біля підніжжя Кривчанських печер                                                                      | 2005            | Наказ управління культури обласної державної адміністрації від 18.10.2005 № 112                                                                                           |
| 33 | Поселення Кривче V                                     | голіградська культура (ХІ-VII ст. до н. е.)                                                                                             | с. Кривче, урочище “Когутівка”, на південному схилі поля на краю глибокого яру                                                                                        | 2004            | Наказ управління культури обласної державної адміністрації від 18.10.2005 № 112                                                                                           |
| 34 | Поселення Кривче VI                                    | голіградська культура (ХІ – ІХ ст. до н.е.)                                                                                             | с. Кривче, урочище “Поле Дмитрове”, на південний схід від села, на великому мисі з пологими схилами, на лівому березі біля витоків струмка, що тече через село        | 1321            | Наказ управління культури обласної державної адміністрації від 27.01.2010 № 16                                                                                            |
| 35 | Поселення Кривче VII                                   | трипільська культура (IV-кінець ІІІ тис. до н.е.) – голіградська культура (ХІ – ІХ ст. до н.е.)                                         | с. Кривче, урочище “За городами”, в північно-східній частині села, на правому березі стумка, на мисі, утвореному струмком та двома балками                            | 1322            | Наказ управління культури обласної державної адміністрації від 27.01.2010 № 16                                                                                            |
| 36 | Поселення Кривче VIII                                  | голіградська культура (ХІ – ІХ ст. до н.е.)                                                                                             | с. Кривче, 5 км на схід від села, на схилі східного берега струмка, в районі ставу                                                                                    | 1323            | Наказ управління культури обласної державної адміністрації від 27.01.2010 № 16                                                                                            |
| 37 | Поселення Кривче ІХ                                    | трипільська культура (IV-кінець ІІІ тис. до н.е.)                                                                                       | с. Кривче, урочище “Цвинтарище”, на мисі, що на протилежному боці струмка, на північний захід від центру села                                                         | 1324            | Наказ управління культури обласної державної адміністрації від 27.01.2010 № 16                                                                                            |
| 38 | Поселення Кривче Х                                     | трипільська культура (IV-кінець ІІІ тис. до н.е.)                                                                                       | с. Кривче, урочище “Плити”, на захід від села, на мисі, утвореному двома струмками                                                                                    | 1325            | Наказ управління культури обласної державної адміністрації від 27.01.2010 № 16                                                                                            |
| 39 | Поселення та городище (замчище XVI-XVII ст.) Ланівці І | трипільська культура (IV-кінець ІІІ тис. до н.е.); XVI-XVII ст.                                                                         | с. Ланівці, урочище “Замчисько”, південна околиця села на лівому березі р.Нічлава                                                                                     | 2012            | Рішення виконкому Тернопільської обласної ради від 14.07.1989 № 162, наказ управління культури обласної державної адміністрації від 18.10.2005 № 112                      |
| 40 | Поселення Ланівці ІІ                                   | давньоруський час (ХІІ – ХІІІ ст.) | с. Ланівці, урочище “Монастир” | 2013            | Наказ управління культури обласної державної адміністрації від 18.10.2005 № 112                                                                                           |
| 41 | Поселення Ланівці IV                                   | трипільська культура (IV-кінець ІІІ тис. до н.е.)                                                                                       | с. Ланівці, урочище “Лаканці”, городи, 300 м на південний схід від села на високому мисоподібному виступі правого берега р. Нічлава                                   | 2010            | Наказ управління культури обласної державної адміністрації від 18.10.2005 № 112                                                                                           |
| 42 | Поселення Ланівці V                                    | трипільська культура (IV-кінець ІІІ тис. до н.е.)                                                                                       | с. Ланівці, урочище “Мала глибока”, на вершині випуклого пагорба, що оточений з 3-х сторін ярами                                                                      | 2011            | Наказ управління культури обласної державної адміністрації від 18.10.2005 № 112                                                                                           |
| 43 | Городище Мушкатівка І                                  | давньоруський час (ХІІ – ХІІІ ст.) | с. Мушкатівка, урочище “Чорний ліс”, на південний схід від села | 2024            | Наказ управління культури обласної державної адміністрації від 18.10.2005 № 112                                                                                           |
| 44 | Поселення Мушкатівка ІІ                                | комарівська к-ра (XVI-XIV ст. до н.е.); - голіградська к-ра (ХІІ-VIII ст. до н.е); - давньоруський час, ХІІ-ХІІІ ст.                    | с. Мушкатівка, східні околиці села біля ставу | 4462-Тр         | Наказ Міністерства культури України від 18.04.2017 № 323 |
| 45 | Поселення Пилатківці І                                 | трипільська культура (IV-ІІІ тис. до н.е.); культура фракійського гальштату (ХІ-VII ст. до н.е.)                                        | с. Пилатківці, західні околиці села, на північний-схід від краю села,на правому березі потічка                                                                        | 4463-Тр         | Наказ депратамента культури, релігій та національностей обласної державної адміністрації від 15.05.2014 № 76-од, Наказ Міністерства культури України від 18.04.2017 № 323 |
| 46 | Поселення та городище Пищатинці І                      | трипільська культура (IV-кінець ІІІ тис. до н.е.) - давньоруський час (ХІІ – ХІІІ ст.)                                                  | с. Пищатинці, урочище “На Глубічку”, 2 км на захід від села на високому мисі утвореному правим берегом струмка Дранака та його притокою                               | 2038            | Наказ управління культури обласної державної адміністрації від 18.10.2005 № 112                                                                                           |
| 47 | Поселення Пищатинці ІІ                                 | трипільська культура (IV-кінець ІІІ тис. до н. е.)                                                                                      | с. Пищатинці, на південно-східній околиці села, на мисі утвореному правим берегом долини р. Нічлави і лівим берегом струмка -притоки, в районі кар'єру                | 2037            | Рішення виконкому Тернопільської обласної ради від 14.07.1989 № 162 |
| 48 | Могильник курганний Сапогів І                          | західно-подільська група скіфського часу (друга половина VII – V ст. до н.е.), серед знахідок є предмети культури ноа                   | с. Сапогів, урочище Могилки, над р. Циганка (правий берег) 1,5 км від села                                                                                            | 74              | Рішення виконкому Тернопільської обласної ради від 22.03.1971 № 147 |
| 49 | Поселення Сков'ятин І                                  | західно-подільська група скіфського часу (друга половина VII-V ст. до н.е.); черняхівська культура (ІІІ- IV ст. н. е.)                  | с. Сков’ятин, урочище На сіножаті, на північний схід від села, вздовж правого берега річки Нічлава                                                                    | 2040            | Рішення виконкому Тернопільської обласної ради від 14.07.1989 № 162 |
| 50 | Курганна група Сков’ятин ІІ                            | Недатовано | с. Сков'ятин, урочище “Чагрі”, на схід від села | 1328            | Наказ управління культури обласної державної адміністрації від 27.01.2010 № 16                                                                                            |
| 51 | Поселення Слобідка-Мушкатівська І                      | празька культура (V-VII ст. н. е.) | с. Слобідка-Мушкатівська, урочище “До клина”, лівий берег струмка, І надзаплавна тераса                                                                               | 2041            | Наказ управління культури обласної державної адміністрації від 18.10.2005 № 112                                                                                           |
| 52 | Поселення Слобідка-Мушкатівська ІІ                     | ранньослов’янська культура (V-VII ст. н. е.)                                                                                            | с. Слобідка-Мушкатівська, урочище За Лісом, на невеликому підвищенні правого берега озера                                                                             | 2042            | Рішення виконкому Тернопільської обласної ради від 14.07.1989 № 162 |
| 53 | Поселення Стрілківці І                                 | трипільська культура (IV-ІІІ тис. до н.е.); культура фракійського гальштату (Х-VII ст. до н. е.)                                        | с. Стрілківці, урочище Границя, за селом по дорозі до с. Королівка, по лівому боці яру, лівий берег “Королівського яру”                                               | 2043            | Рішення виконкому Тернопільської обласної ради від 14.07.1989 № 162 |
| 54 | Поселення Стрілківці ІІ                                | трипільська культура (IV-кінець ІІІ тис. до н.е.); голіградська культура (ХІ-VII ст. до н. е.)                                          | с. Стрілківці, урочище “Семаниха”, на західній околиці села, на східному схилі невеликої балки                                                                        | 2045            | Наказ управління культури обласної державної адміністрації від 18.10.2005 № 112                                                                                           |
| 55 | Поселення Стрілківці ІІІ                               | епоха бронзи – ранньозалізний час (І тис. до н. е.); давньоруський час (ХІІ – ХІІІ ст.)                                                 | с. Стрілківці, південні околиці села, правий берег р. Драпака, на території і південніше млина                                                                        | 1725            | Наказ управління культури обласної державної адміністрації від 27.01.2010 № 16                                                                                            |
| 56 | Поселення Стрілківці IV                                | трипільська культура (IV-кінець ІІІ тис. до н.е.)                                                                                       | с. Стрілківці, урочище “Семаниха”, на захід від села | 2044            | Наказ управління культури обласної державної адміністрації від 18.10.2005 № 112                                                                                           |
| 57 | Поселення Шупарка І                                    | трипільська культура (IV-кінець ІІІ тис. до н.е.)                                                                                       | с. Шупарка, урочище “Слобідка”, на орних полях | 2085            | Наказ управління культури обласної державної адміністрації від 18.10.2005 № 112                                                                                           |
| 58 | Поселення Шупарка ІІ                                   | трипільська культура (IV-кінець ІІІ тис. до н.е.)                                                                                       | с. Шупарка. урочище “За Ганчихою” | 2086            | Наказ управління культури обласної державної адміністрації від 18.10.2005 № 112                                                                                           |

## Пам'ятки архітектури
| №   | Назва                                       | Дата              | Адреса                       | Охоронний номер | Документ про взяття на облік                                                                      |
| --- | ------------------------------------------- | ----------------- | ---------------------------- | --------------- | ------------------------------------------------------------------------------------------------- |
| 1.  | Свято-Троїцький костел Костел               | XVIII ст.         | м. Борщів, вул. Довбуша, 1   | 1562            | постанова Ради Міністрів УРСР від 06.09.1979 р. № 442                                             |
| 2.  | Руїни замку Замок                           | XVII-XVII ст.     | с. Висічка                   | 647             | Постанова Ради Міністрів УРСР від 24.08.1963 р. № 970                                             |
| 3.  | Миколаївська церква дерев’яна Церква (дер.) | 1763 р.           | с. Висічка                   | 648             | Постанова Ради Міністрів УРСР від 24.08.1963 р. № 970                                             |
| 4.  | Будівля колишнього народного будинку        | 1905 р.           | м. Борщів, вул. Шевченка, 9  | 31              | рішення виконавчого комітету Тернопільської обласної ради народних депутатів від 09.08.1982 № 401 |
| 5.  | Будівля колишнього народного будинку        | 1905 р.           | м. Борщів, вул. Шевченка, 11 | 31              | рішення виконавчого комітету Тернопільської обласної ради народних депутатів від 09.08.1982 № 401 |
| 6.  | Костел                                      | XVII ст.          | с. Кривче                    | 32              | рішення виконавчого комітету Тернопільської обласної ради народних депутатів від 09.08.1982 № 401 |
| 7.  | Миколаївська церква                         | XVI ст.           | с. Кривче                    | 33              | рішення виконавчого комітету Тернопільської обласної ради народних депутатів від 09.08.1982 № 401 |
| 8.  | Костел                                      |                   | с. Глибочок                  | 377             | рішення виконавчого комітету Тернопільської обласної ради народних депутатів від 31.03.1992 № 30  |
| 9.  | Костел                                      | XVI ст.           | с. Озеряни                   | 379             | рішення виконавчого комітету Тернопільської обласної ради народних депутатів від 31.03.1992 № 30  |
| 10. | Церква св. Василія                          | 1904 р.           | с. Пилатківці                | 382             | рішення виконавчого комітету Тернопільської обласної ради народних депутатів від 31.03.1992 № 30  |
| 11. | Костел                                      |                   | с. Жилинці                   | 383             | рішення виконавчого комітету Тернопільської обласної ради народних депутатів від 31.03.1992 № 30  |
| 12. | Церква                                      |                   | с. Жилинці                   | 426             | рішення виконавчого комітету Тернопільської обласної ради народних депутатів від 31.03.1992 № 30  |
| 13. | Костел                                      |                   | с. Стрілківці                | 390             | рішення виконавчого комітету Тернопільської обласної ради народних депутатів від 31.03.1992 № 30  |
| 14. | Костел                                      |                   | с. Цигани (колишня с. Рудка) | 392             | рішення виконавчого комітету Тернопільської обласної ради народних депутатів від 31.03.1992 № 30  |
| 15. | Костел                                      |                   | с. Пищатинці                 | 393             | рішення виконавчого комітету Тернопільської обласної ради народних депутатів від 31.03.1992 № 30  |
| 16. | Церква                                      |                   | с. Сков’ятин                 | 417             | рішення виконавчого комітету Тернопільської обласної ради народних депутатів від 31.03.1992 № 30  |
| 17. | Церква                                      |                   | с. Бабинці                   | 419             | рішення виконавчого комітету Тернопільської обласної ради народних депутатів від 31.03.1992 № 30  |
| 18. | Церква                                      |                   | с. Худиківці                 | 420             | рішення виконавчого комітету Тернопільської обласної ради народних депутатів від 31.03.1992 № 30  |
| 19. | Церква                                      |                   | с. Шишківці                  |                 | рішення виконавчого комітету Тернопільської обласної ради народних депутатів від 31.03.1992 № 30  |
| 20. | Церква                                      |                   | с. Нижнє Кривче              | 33              | рішення виконавчого комітету Тернопільської обласної ради народних депутатів від 31.03.1992 № 30  |
| 21. | Церква                                      |                   | с. Жилинці                   | 426             | рішення виконавчого комітету Тернопільської обласної ради народних депутатів від 31.03.1992 № 30  |
| 22. | Церква                                      |                   | с. Пищатинці                 | 430             | рішення виконавчого комітету Тернопільської обласної ради народних депутатів від 31.03.1992 № 30  |
| 23. | Церква                                      |                   | с. Озеряни                   | 380             | рішення виконавчого комітету Тернопільської обласної ради народних депутатів від 31.03.1992 № 30  |
| 24. | Церква св. Параскеви та дзвіниця            | 1896 р.           | с. Кривче                    | 1825            | розпорядження Представника Президента України від 22.02.1993 № 58                                 |
| 25. | Воскресенська церква та дзвіниця            | ХІХ ст.           | с. Кривче                    |                 | розпорядження Представника Президента України від 22.02.1993 № 58                                 |
| 26. | Каплиця кам’яна                             | ХІХ ст.           | с. Кривче                    | 1827            | розпорядження Представника Президента України від 22.02.1993 № 58                                 |
| 27. | Костел кам’яний                             | ХІХ ст.           | с. Висічка                   | 1829            | розпорядження Представника Президента України від 22.02.1993 № 58                                 |
| 28. | Споруда колишніх конюшень                   | початок ХХ ст.    | с. Висічка                   | 1830            | розпорядження Представника Президента України від 22.02.1993 № 58                                 |
| 29. | Михайлівська церква                         | 1759 р.           | с. Пищатинці                 | 1831            | розпорядження Представника Президента України від 22.02.1993 № 58                                 |
| 30. | Костел кам’яний                             | початок ХХ ст.    | с. Пищатинці                 | 1832            | розпорядження Представника Президента України від 22.02.1993 № 58                                 |
| 31. | Гуральня і пивниця                          | початок ХХ ст.    | с. Пищатинці                 | 1833            | розпорядження Представника Президента України від 22.02.1993 № 58                                 |
| 32. | Цвинтар                                     | початок XVIII ст. | с. Пищатинці                 | 1835            | розпорядження Представника Президента України від 22.02.1993 № 58                                 |
| 33. | Петропавлівська церква кам’яна              | 1905 р.           | с. Цигани(колишня Рудка)     | 392             | розпорядження Представника Президента України від 22.02.1993 № 58                                 |
| 34. | Костел кам’яний                             | початок ХХ ст.    | с. Цигани                    | 1837            | розпорядження Представника Президента України від 22.02.1993 № 58                                 |
| 35. | Плебанія                                    | початок ХХ ст.    | с. Цигани                    | 1838            | розпорядження Представника Президента України від 22.02.1993 № 58                                 |
| 36. | Цвинтар                                     | початок ХІХ ст.   | с. Цигани                    | 1839            | розпорядження Представника Президента України від 22.02.1993 № 58                                 |
| 37. | Будівля колишньої читальні                  | початок ХХ ст.    | с. Цигани                    | 1840            | розпорядження Представника Президента України від 22.02.1993 № 58                                 |
| 38. | Церква дерев’яна                            | XVII-XVIII ст.    | с.Грабівці                   | 2036            | рішення виконавчого комітету Тернопільської обласної ради народних депутатів від 6.10.1994 № 44   |

## Пам'ятки історії
| №  | Назва | Дата              | Адреса                                                           | Охоронний номер | Документ про взяття на облік                                                                      |
| -- | --- | ----------------- | ---------------------------------------------------------------- | --------------- | ------------------------------------------------------------------------------------------------- |
| 1  | Пам'ятне місце першого робітничого страйку в Борщові                                                                                                | 1988 р.           | м. Борщів, вул. Мазепи, 95                                       | 1249            | Рішення виконкому Тернопільської обласної ради від 25.10.1988 р. № 243                            |
| 2  | Пам'ятний знак (насип курганного типу) “Борцям за волю України”                                                                                     | 23.08.1993 р.     | м. Борщів, вул. Шевченка                                         | 1302            | Наказ управління культури Тернопільської обласної державної адміністрації від 18.10.2005 р. № 112 |
| 3  | Могила Дорундяка М. Г. - правознавця, громадського, культурного діяча, засновника “Народного дому”                                                  | 1994 р.           | м. Борщів, вул. Шевченка, біля райдержадміністрації              | 3122            | Наказ управління культури Тернопільської обласної державної адміністрації від 27.01.2010 р. № 16  |
| 4  | Військове кладовище: Братська могила воїнів Радянської армії. Могили воїнів Радянської армії                                                        | 1975 р.           | м. Борщів, вул. Шевченка, центр                                  | 81              | Рішення виконкому Тернопільської обласної ради від 22.03.1971 р. № 147                            |
| 5  | Пам'ятне місце розстрілів та братська могила євреїв – жертв німецьких фашистів                                                                      | пам. Знак 2011 р. | м. Борщів, північно-західна околиця міста, біля стадіону         | 1303            | Наказ управління культури Тернопільської обласної державної адміністрації від 18.10.2005 р. № 112 |
| 6  | Пам'ятний знак воїнам-землякам, які загинули в роки Другої світової війни                                                                           | 1966 р.           | с. Бабинці                                                       | 77              | Рішення виконкому Тернопільської обласної ради від 22.03.1971 р. № 147                            |
| 7  | Могила письменниці Попович-Боярської К. |                   | с. Бабинці, N 48°40.724', E 26°3.548                             | 1256            | Рішення виконкому Тернопільської обласної ради від 25.10.1988 р. № 243                            |
| 8  | Пам'ятний знак (хрест) на честь скасування панщини                                                                                                  | 1848 р.           | с. Бабинці, вул. Центральна, південна околиця села               | 3123            | Наказ управління культури Тернопільської обласної державної адміністрації від 27.01.2010 р. № 16  |
| 9  | Пам'ятний знак воїнам-землякам, які загинули в роки Другої світової війни                                                                           | 1969 р.           | с. Верхняківці                                                   | 136             | Рішення виконкому Тернопільської обласної ради від 22.03.1971 р. № 147                            |
| 10 | Пам'ятний знак воїнам-землякам, які загинули в роки Другої світової війни                                                                           | 1972 р.           | с. Вовківці                                                      | 71              | Рішення виконкому Тернопільської обласної ради від 12.06.1978 р. № 286                            |
| 11 | Пам'ятний знак воїнам-землякам, які загинули в роки Другої світової війни                                                                           | 1969 р.           | с. Глибочок                                                      | 602             | Рішення виконкому Тернопільської обласної ради від 22.03.1971 р. № 147                            |
| 12 | Пам'ятний знак воїнам-землякам, які загинули в роки Другої світової війни                                                                           | 1966 р.           | с. Королівка                                                     | 88              | Рішення виконкому Тернопільської обласної ради від 22.03.1971 р. № 147                            |
| 13 | Пам'ятний знак воїнам-землякам, які загинули в роки Другої світової війни                                                                           | 1985 р.           | с. Кривче                                                        | 1105            | Рішення виконкому Тернопільської обласної ради від 26.08.1986 р. № 250                            |
| 14 | Пам'ятний знак воїнам-землякам, які загинули в роки Другої світової війни                                                                           | 1968 р.           | с. Ланівці                                                       | 209             | Рішення виконкому Тернопільської обласної ради від 22.03.1971 р. № 147                            |
| 15 | Пам'ятний знак (хрест) на честь скасування панщини                                                                                                  | 1848 р.           | с. Мушкатівка, вул. Незалежності, центр, роздоріжжя, біля церкви | 3130            | Наказ управління культури Тернопільської обласної державної адміністрації від 27.01.2010 р. № 16  |
| 16 | Перепоховані у 1975 р. в Борщів. Братська могила воїнів Радянської армії, пам'ятний знак воїнам-землякам, які загинули в роки Другої світової війни | 1967 р.           | с. Озеряни                                                       | 90              | Рішення виконкому Тернопільської обласної ради від 22.03.1971 р. № 147                            |
| 17 | Пам'ятний знак воїнам-землякам, які загинули в роки Другої світової війни                                                                           | 1985 р.           | с. Пилатківці, центр                                             | 1106            | Рішення виконкому Тернопільської обласної ради від 26.08.1986 р. № 250                            |
| 18 | Пам'ятний знак воїнам-землякам, які загинули в роки Другої світової війни                                                                           | 1980 р.           | с. Сков’ятин                                                     | 718             | Рішення виконкому Тернопільської обласної ради від 25.01.1982 р. № 34                             |
| 19 | Пам'ятний знак воїнам-землякам, які загинули в роки Другої світової війни                                                                           | 1966 р.           | с. Стрілківці, центр, біля сільської ради                        | 93              | Рішення виконкому Тернопільської обласної ради від 22.03.1971 р. № 147                            |
| 20 | Пам'ятний знак воїнам-землякам, які загинули в роки Другої світової війни                                                                           | 1965 р.           | с. Худіївці                                                      | 95              | Рішення виконкому Тернопільської обласної ради від 22.03.1971 р. № 147                            |
| 21 | Пам'ятний знак (хрест) на честь 950-річчя хрещення Київської Русі                                                                                   | 1938 р.           | с. Цигани, біля церкви                                           | 3132            | Наказ управління культури Тернопільської обласної державної адміністрації від 27.01.2010 р. № 16  |
| 22 | Пам'ятний знак воїнам-землякам, які загинули в роки Другої світової війни                                                                           | 1968 р.           | с. Цигани, центр                                                 | 215             | Рішення виконкому Тернопільської обласної ради від 22.03.1971 р. № 147                            |
| 23 | Пам'ятний знак воїнам-землякам, які загинули в роки Другої світової війни                                                                           | 1969 р.           | с. Шупарка                                                       | 96              | Рішення виконкому Тернопільської обласної ради від 22.03.1971 р. № 147                            |

## Пам'ятки монументального мистецтва
| №  | Назва                                                               | Дата    | Адреса                                            | Охоронний номер | Документ про взяття на облік                                                                      |
| -- | ------------------------------------------------------------------- | ------- | ------------------------------------------------- | --------------- | ------------------------------------------------------------------------------------------------- |
| 1  | Пам’ятник поету Міцкевичу Адаму                                     | 1898 р. | м. Борщів                                         | 80              | Рішення виконкому Тернопільської обласної ради від 22.03.1971 р. № 147                            |
| 2  | Пам’ятник письменнику Франку Івану Яковичу                          | 1983 р. | м. Борщів, вул. Мазепи                            | 930             | Рішення виконкому Тернопільської обласної ради від 27.11.1984 р. № 332                            |
| 3  | Пам’ятник поету, письменнику, художнику Шевченку Тарасу Григоровичу | 1961 р. | м. Борщів, вул. С. Бандери, 95 (тютюнова фабрика) | 102             | Рішення виконкому Тернопільської обласної ради від 22.03.1971 р. № 147                            |
| 4  | Пам’ятник поету, письменнику, художнику Шевченку Тарасу Григоровичу | 1991 р. | м. Борщів, центр, вул. Шевченка                   | 1304            | Наказ управління культури Тернопільської обласної державної адміністрації від 18.10.2005 р. № 112 |
| 5  | Пам’ятник Грушевському Михайлу Сергійовичу                          | 1992 р. | м. Борщів, центр, вул. Шевченка 2, міська рада    | 1305            | Наказ управління культури Тернопільської обласної державної адміністрації від 18.10.2005 р. № 112 |
| 6  | Пам’ятник українській письменниці Лесі Українці                     | 1991 р. | м. Борщів, цукровий завод                         | 1306            | Наказ управління культури Тернопільської обласної державної адміністрації від 18.10.2005 р. № 112 |
| 7  | Пам’ятник поету, письменнику, художнику Шевченку Тарасу Григоровичу | 1992 р. | с. Висічка                                        | 1307            | Наказ управління культури Тернопільської обласної державної адміністрації від 18.10.2005 р. № 112 |
| 8  | Пам’ятник поету, письменнику, художнику Шевченку Тарасу Григоровичу | 1966 р. | с. Королівка                                      | 109             | Рішення виконкому Тернопільської обласної ради від 22.03.1971 р. № 147                            |
| 9  | Пам’ятник поету, письменнику, художнику Шевченку Тарасу Григоровичу | 1964 р. | с. Кривче                                         | 110             | Рішення виконкому Тернопільської обласної ради від 22.03.1971 р. № 147                            |
| 10 | Пам’ятник поету, письменнику, художнику Шевченку Тарасу Григоровичу | 1991 р. | с. Мушкатівка                                     | 1313            | Наказ управління культури Тернопільської обласної державної адміністрації від 18.10.2005 р. № 112 |
| 11 | Пам’ятник поету, письменнику, художнику Шевченку Тарасу Григоровичу | 1991 р. | с. Стрілківці                                     | 1315            | Наказ управління культури Тернопільської обласної державної адміністрації від 18.10.2005 р. № 112 |
| 12 | Пам’ятник поету, громадському діячу Франку Івану Яковичу            | 1992 р. | с. Цигани                                         | 1317            | Наказ управління культури Тернопільської обласної державної адміністрації від 18.10.2005 р. № 112 |
| 13 | Пам’ятник поету, письменнику, художнику Шевченку Тарасу Григоровичу | 1991 р. | с. Шупарка                                        | 1318            | Наказ управління культури Тернопільської обласної державної адміністрації від 18.10.2005 р. № 112 |